# 黑鳞巢蕨
黑鳞巢蕨（学名：Asplenium oblanceolatum）也称阔基巢蕨、阔足巢蕨，为铁角蕨科铁角蕨属下的一个种。